# انتان الکساندر
اَنتان الکساندر (انگلیسی: Anton Alexander؛ زادهٔ ۱۹۶۰) بازیگر سینما و تلویزیون اهل انگلستان است.
از فیلم‌ها یا برنامه‌های تلویزیونی که وی در آن نقش داشته است، می‌توان به بهترین پیشنهاد، رومئو و ژولیت، فراری، تابو، خروج: خدایان و پادشاهان، ماجراهای شرلوک هلمز و پادشاه داوود اشاره کرد.